# Jim Watson
Pour les articles homonymes, voir Watson.
James Alexander Watson, dit Jim Watson, né le 30 juillet 1961 à Montréal, est un homme politique canadien. Il est maire d'Ottawa de 1997 à 2000 et de 2010 à 2022.

## Biographie
Conseiller municipal de la ville d'Ottawa de 1991 à 1997, il est une première fois maire de la ville de 1997 à 2000. Il représente la circonscription d'Ottawa-Ouest—Nepean à l'Assemblée législative de l'Ontario du 2 octobre 2003 au 1er février 2010. Membre du Parti libéral de l'Ontario, il occupe, entre 2003 et 2010, différents ministères dans le cabinet du premier ministre Dalton McGuinty. En janvier 2010, il démissionne de son siège de député provincial, où lui succède Bob Chiarelli. Candidat à l'élection municipale du 25 octobre 2010, il est élu maire avec 48,7 % des voix et entre en fonction le 1er décembre suivant. Le 27 octobre 2014, il est réélu avec 76,2 % des voix. Malgré des pressions répétées de la part de la communauté franco-ontarienne visant à faire de la capitale du Canada une ville officiellement bilingue (anglais-français), le maire Watson s'y oppose vivement. Jusqu'en 2017, année durant laquelle les Franco-ontariens ont manifesté devant la mairie d'Ottawa. Peu de temps après, le parlement provincial, avec l'appui du maire Watson, a accepté une loi désignant Ottawa comme officiellement bilingue. Il fait son coming out le 17 août 2019, la veille d'« une semaine de festivités visant à promouvoir la diversité sexuelle ».
Des milliers de camionneurs se rassemblent à Ottawa début 2022, lors du mouvement du Convoi de la liberté, pour protester contre l'obligation vaccinale instaurée par le gouvernement. Après une dizaine de jours de manifestations, Jim Watson déclare l'état d'urgence et demande au gouvernement de déployer des renforts policiers pour « étouffer l'insurrection ».